# Communauté de communes du Pays de Pompadour
La communauté de communes du Pays de Pompadour est une ancienne communauté de communes française, située dans le département de la Corrèze, en région Nouvelle-Aquitaine.

## Histoire
Créée en 1998, la communauté de communes ne comptait initialement que trois communes : Arnac-Pompadour, Beyssac et Saint-Sornin Lavolps.
En 2003, elle a été étendue à trois autres communes : Beyssenac, Concèze et Troche.
Le 1er janvier 2017 la communauté de communes fusionne avec celle de Lubersac-Auvézère pour former la nouvelle communauté de communes du Pays de Lubersac-Pompadour.

## Compétences
Ses compétences concernent :
- le développement économique,
- le domaine de l'enfance (crêche, centres de loisirs),
- le tourisme,
- l'assainissement,
- la médiathèque de Pompadour,
- la piscine de Pompadour.

## Composition
Elle regroupait six communes :
| Nom                     | Code Insee | Gentilé      | Superficie (km2) | Population (dernière pop. légale) | Densité (hab./km2) |
| ----------------------- | ---------- | ------------ | ---------------- | --------------------------------- | ------------------ |
| Arnac-Pompadour (siège) | 19011      | Pompadours   | 15,09            | 1 136 (2014)                      | 75                 |
| Beyssac                 | 19024      | Beyssacois   | 21,32            | 630 (2014)                        | 30                 |
| Beyssenac               | 19025      | Beyssenacois | 18,30            | 374 (2014)                        | 20                 |
| Concèze                 | 19059      | Concézans    | 13,44            | 414 (2014)                        | 31                 |
| Saint-Sornin-Lavolps    | 19243      |              | 15,36            | 872 (2014)                        | 57                 |
| Troche                  | 19270      | Trochois     | 19,79            | 559 (2014)                        | 28                 |

## Administration
| Période | Période | Identité             | Étiquette | Qualité |
| ------- | ------- | -------------------- | --------- | --- |
| 1998    | 2011    | Jean-Michel Reillier | PS        | Maire d'Arnac-Pompadour (1977-2014) |
| 2011    | 2014    | Daniel Peyramaure    |           | Maire de Saint-Sornin-Lavolps (1995-2014) |
| 2014    | 2016    | Francis Comby        | UMP       | Maire de Beyssenac (depuis 2000) Vice-président du Conseil départemental de la Corrèze (depuis 2015) Conseiller régional du Limousin (2010-2015) |